# San Isidro Monjas
San Isidro Monjas är en ort i Mexiko.   Den ligger i kommunen Santa Cruz Xoxocotlán och delstaten Oaxaca, i den sydöstra delen av landet, 400 km sydost om huvudstaden Mexico City. San Isidro Monjas ligger 1 544 meter över havet och antalet invånare är 1 584.
Terrängen runt San Isidro Monjas är kuperad österut, men västerut är den platt. Runt San Isidro Monjas är det ganska tätbefolkat, med 90 invånare per kvadratkilometer. Närmaste större samhälle är Oaxaca de Juárez, 7,6 km norr om San Isidro Monjas. I omgivningarna runt San Isidro Monjas växer huvudsakligen savannskog.